# Сокольник Сергій Анатолійович
Сергій Анатолійович Сокольник (творче псевдо Серго Сокольник, народився 9 грудня 1963 у місті Києві) — український поет і прозаїк. Автор п'яти книг, публікацій у літературних збірках, альманахах і періодиці, член літературних об'єднань, лауреат всеукраїнських літературних премій, лауреат і переможець літературних та пісенних вернісажів та конкурсів.

## Життєпис
Закінчив Восьму школу робітничої молоді у місті Києві, далі Київський політехнічний інститут (інженер-металург), навчався в аспірантурі Інституту надтвердих матеріалів ім. Бакуля НАНУ, також закінчив економічні курси.
Учасник бойових дій у ДРА, працював на ВО ім. С. П. Корольова, у КПІ, у ІНМ НАНУ, у приватних фірмах на конструкторській та керівних посадах, підприємець, волонтер, громадський діяч.

## Творчість
Пише як поезію, так і прозу, дорослу і дитячу. Систематично писати почав наприкінці 2013 року, з часів Революції Гідності. Є автором декількох книг, упорядником і художнім редактором колективної збірки поезій «Обпалені крила. Поезія сучасної України». Розробляє власні сучасні поетичні напрямки. Має численні публікації у літературних збірках, альманахах і періодиці як національній, так і міжнародній. Має публіцистичні праці у пресі МАУП. Регулярно публікується на літературних сайтах.
Автор слів класичного оперного романсу «Морок» (композитор О. Рожак, Львівська філармонія). Романс «Лакрімоза війни» на слова Сергія Сокольника і музику Олександра Лісінчука виконує народна артистка України Світлана Мирвода.
Книги Серго Сокольника:
- Молотовський коктейль кохання, поезія, проза, 2014, ТОВ «Видавництво Розмарин», Київ, 146 с.
- Одвічність бажання, обрана поезія та проза, 2014, ТОВ «Видавництво Розмарин», Київ, 216 с. ISBN 978-966-97318-2-1.
- Душею і серцем, 2015, у складі поетичної збірки Сонячні руни поезії, колектив авторів Ірина Бондар (Лівобережна), Надія Капінос (Уляна Задарма), Сергій Сокольник, ТОВ «Видавництво Розмарин», Київ, с.119-189.
- Горизонт подій. Обрана поезія та проза, 2018, Друкарський двір Олега Федорова, Київ, 240 с. ISBN 978-617-7583-12-6. Книга — номінант на участь у Всеукраїнському конкурсі «Краща книга України», Держкомітет телебачення та радіомовлення, лауреат Першого всеукраїнського літературного конкурсу імені  Всеволода Нестайка «Алгоритм XXI сторіччя», лауреат Літературної премії імені Василя Юхимовича.
- Обпалені крила. Поезія сучасної України. Літературно-художнє видання. Упорядник і художній редактор Серго Сокольник, 2018, Друкарський двір Олега Федорова, Київ, 476 с. ISBN 978-617-7583-43-0.
- Реальність ілюзій. Обрана поезія. 2019, Друкарський двір Олега Федорова, Київ,136 с. ISBN 978-617-7583-76-8.

Збірки, альманахи, періодика, у яких розміщені твори Серго Сокольника:
- Різдвяний карнавал поезій, збірка поезій, Київ, 2014
- Поезія. натхненна жінкою, збірка поезій, Київ, 2016
- Дух землі, літературний альманах, Хмельницький, 2015
- Сонячна палітра, літературний альманах, Хмельницький, 2016
- Магія кохання, літературний альманах, Хмельницький, 2016
- Галактика любові, літературний альманах, Хмельницький, 2016
- Україні присвячую… літературний альманах, Хмельницький, 2016
- Він, вона і війна, збірка поезій, Кременчук 2016
- Огні горять, збірка творів, присвячена пам'яті Т. Г. Шевченка, Кременчук, 2017
- Танець семи покривал, збірка поезій, Кременчук, 2018
- Поетична енциклопедія Герої Майдану, Івано-Франківськ, том 1, 2016
- Підземне царство метро, збірка оповідань, Київ, 2017
- Напиши про війну, вірші, Вінниця, 2017
- В дитячий світ прокралася війна, літературна збірка, Вінниця, 2018
- Дитяча мрія, літературна збірка, Вінниця, 2018
- рос. Есть у каждого из нас тайна. Книга стихов и прозы участников IV международного литературно- музыкального фестиваля ИНТЕРЕАЛЬНОСТЬ- 2016, Київ, 2016
- рос. Я верю в жизнь, и в сон, и в правду, и в игру… Книга стихов участников V международного литературно- музыкального фестиваля ИНТЕРЕАЛЬНОСТЬ- 2017, Київ, 2017
- Антологія сучасної новелістики та лірики України, Канів, 2016
- Антологія сучасної новелістики та лірики України, Канів, 2017
- Антологія сучасної української літератури, Хмельницький, 2015
- Кременчук літературний. Альманах випуск 11, Кременчук, 2016
- Слово жінки, літературний альманах, Київ, 2016
- Душа автора, літературний альманах, грудень 2017, Рівне, 2017
- Душа автора, літературний альманах, серпень 2018, Рівне, 2018
- Скіфія, зима 2015, літературний альманах, Канів, 2015
- Скіфія, весна 2016, літературний альманах, Канів, 2016
- Скіфія, літо 2016, літературний альманах, Канів, 2016
- Ковток життя, осінь 2019, літературний альманах, Біла Церква, 2019
- За чашкою кави, 2020, літературний альманах, Рівне, 2020
- Світло спілкування, літературний журнал, № 25, 2018
- Гарний настрій, всеукраїнська літературно- художня газета, № 4, 5, 6 (93-95), серпень- грудень 2017
- Гарний настрій, всеукраїнська літературно- художня газета, № 96-108, лютий 2018 — січень 2020
- Чатує в століттях Чернеча гора, вісник міжнародного поетичного конкурсу, Канів, 2016
- Чатує в століттях Чернеча гора, вісник міжнародного поетичного конкурсу, Канів, 2017
- Щиро без обеняків, вісник міжнародного поетичного конкурсу, Канів, 2017
- Літературний часопис Барви, № 1, Хмельницький, 2016
- Літературний часопис Барви, № 2, Хмельницький, 2016
- Чорнильна хвиля. Всеукраїнський літературно- мистецький журнал, № 3, Осінь 2015, Київ, 2015
- Журнал Пізнайко, від 2 до 6, № 8 (127), серпень 2015
- Журнал Пізнайко, від 6 років, № 9 (241), вересень 2016
- Міжнародний журнал La femme, № 10 (73), грудень 2016
- Проблеми національної безпеки в умовах сучасного розвитку України, матеріали Всеукраїнської науково- практичної конференції, Київ, МАУП, 15 вересня 2006 р., Київ, 2006
- Газета Персонал плюс, № 32 (183), 2006
- Газета За українську Україну № 25 (38), 2006
- Газета За українську Україну № 29 (42), 2006

Член ВТС Конгрес літераторів України (з 2016), Спілки літераторів «Славутич», м. Кременчук (з 2018)

## Відзнаки
- переможець IV Всеукраїнського літературного конкурсу ім. Леся Мартовича (диплом 1 ступеня, 2018),
- лауреат XXXIII Всеукраїнського пісенного вернісажу — 2017 (пісня «Лакрімоза війни»),
- лауреат Всеукраїнського поетичного вернісажу ім. Максима Рильського «Троянди й виноград» (2017),
- переможець Шевченківського Всеукраїнського конкурсу літературної спілки «Славутич» (2016),
- переможець Всеукраїнського конкурсу поезії для дітей дитячого журналу «Пізнайко» (2016),
- переможець конкурсу «Золота осінь — 2018»,
- лауреат літературної премії ім. В. Юхимовича (2019) за книгу «Горизонт подій»,[3]
- лауреат I Літературно-мистецького конкурсу імені Всеволода Нестайка у номінації «Алгоритм XXI сторіччя» за книгу «Горизонт подій» (2019),
- лауреат XXV Всеукраїнського відкритого конкурсу читців імені Тараса Шевченка (2019),
- лауреат Всеукраїнської літературної премії ім. Анатолія Криловця, диплом лауреата І ступеню у номінації «Філософська лірика» (2020)[4]

Має почесні дипломи за майстерність міжнародного фестивалю «Каплантида — 2017» (номінації «Поезія» і «Мала проза») та інші відзнаки.
Нагороджений волонтерськими медалями «за гідність та патріотизм» № 7129, «за добру справу» № 106 Всеукраїнського об"єднання «Країна» та Всеукраїнського союзу громадянських об'єднань учасників бойових дій, ветеранів військової служби та правоохоронних органів, грамотами та подяками бойових частин за волонтерську діяльність на ниві культури під час перебування в зоні АТО у рамках програми «Схід-Захід-Україна єдина» за концертні виступи з власними творами.